# Ciro Menotti

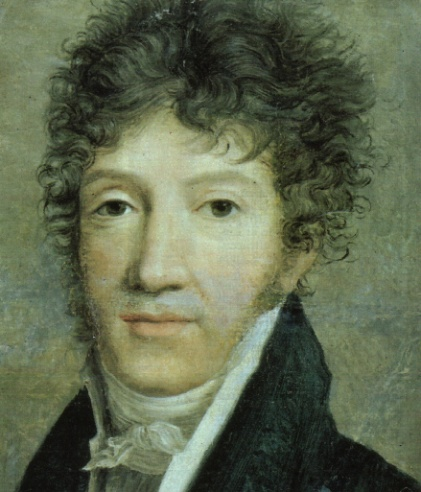
Ciro Menotti

Ciro Menotti (* 23. Januar 1798 in Carpi; † 26. Mai 1831 in Modena) war ein italienischer Freiheitskämpfer.

## Leben
Ciro Menotti setzte sich schon früh für eine Einigung Italiens ein. 1817 trat er dem Geheimbund der Carbonari bei, ab 1820 pflegte er Kontakte zu französischen Liberalen. Sein politisches Ziel war die Befreiung Norditaliens von der österreichischen Herrschaft und ein demokratischer Staat. Anfang 1831 bereitete er zu diesem Zweck einen Aufstand vor. Am 3. Februar 1831 scheiterte der Aufstand, Menotti wurde von österreichischen Truppen festgenommen und nach kurzem Prozess hingerichtet.
1879 errichtete die Stadt Modena vor dem herzöglichen Palast ein Denkmal für Ciro Menotti. Er gilt wegen seines Einsatzes beim Aufstand in Modena und wegen seines tragischen Todes als eine der bedeutenden Persönlichkeiten der italienischen Einigungsbewegung.